# Dvoukvětec zmarlikolistý
Dvoukvětec zmarlikolistý (Disanthus cercidifolius), dříve též uváděný jako dvoukvětec zmarličníkolistý, je druh rostliny z čeledi vilínovité a jediný druh rodu dvoukvětec. Je to opadavý keř se střídavými, dlouze řapíkatými jednoduchými listy s dlanitou žilnatinou. Květy jsou červené, pětičetné, uspořádané po dvou a rozkvétající na podzim. Druh se vyskytuje v Japonsku a Číně. V České republice je jen vzácně pěstován jako sbírková dřevina, nápadná zejména podzimním zbarvením listů.

## Popis
Dvoukvětec je opadavý, hustý, 2 až 4 metry vysoký keř. Letorosty jsou červenohnědé, lysé. Listy se podobají listům zmarliky, mají srdčitý, široce vejčitý až obvejčitý tvar, jsou tužší, celokrajné, dlouze řapíkaté, na vrcholu tupé až téměř špičaté, s dlanitou žilnatinou tvořenou 5 až 7 žilkami. Čepel je 5 až 12 cm dlouhá, řapík 3 až 5 cm. Na podzim se listy vybarvují do purpurových až oranžových odstínů. Palisty jsou velké, čárkovité, opadavé. Květy jsou purpurově červené, pětičetné, oboupohlavné, o průměru asi 1,5 cm, uspořádané v dvoukvětých úžlabních květenstvích vyrůstajících na zkrácených postranních větévkách. Češule je krátká a široká, chlupatá. Kalich je pětilaločný. Koruna je složena z 5 úzce kopinatých korunních lístků. Tyčinek je 5, s krátkými nitkami. Semeník je svrchní, srostlý ze 2 plodolistů a se 2 komůrkami obsahujícími po 5 nebo 6 vajíčkách. Čnělka je krátká, zakončená drobnou bliznou. Plodem je dřevnatá tobolka pukající 2 chlopněmi a obsahující černá, lesklá, elipsoidní semena. Tobolky jsou 1,2 až 1,7 cm dlouhé. Kvete v říjnu, plody zrají na podzim příštího roku.

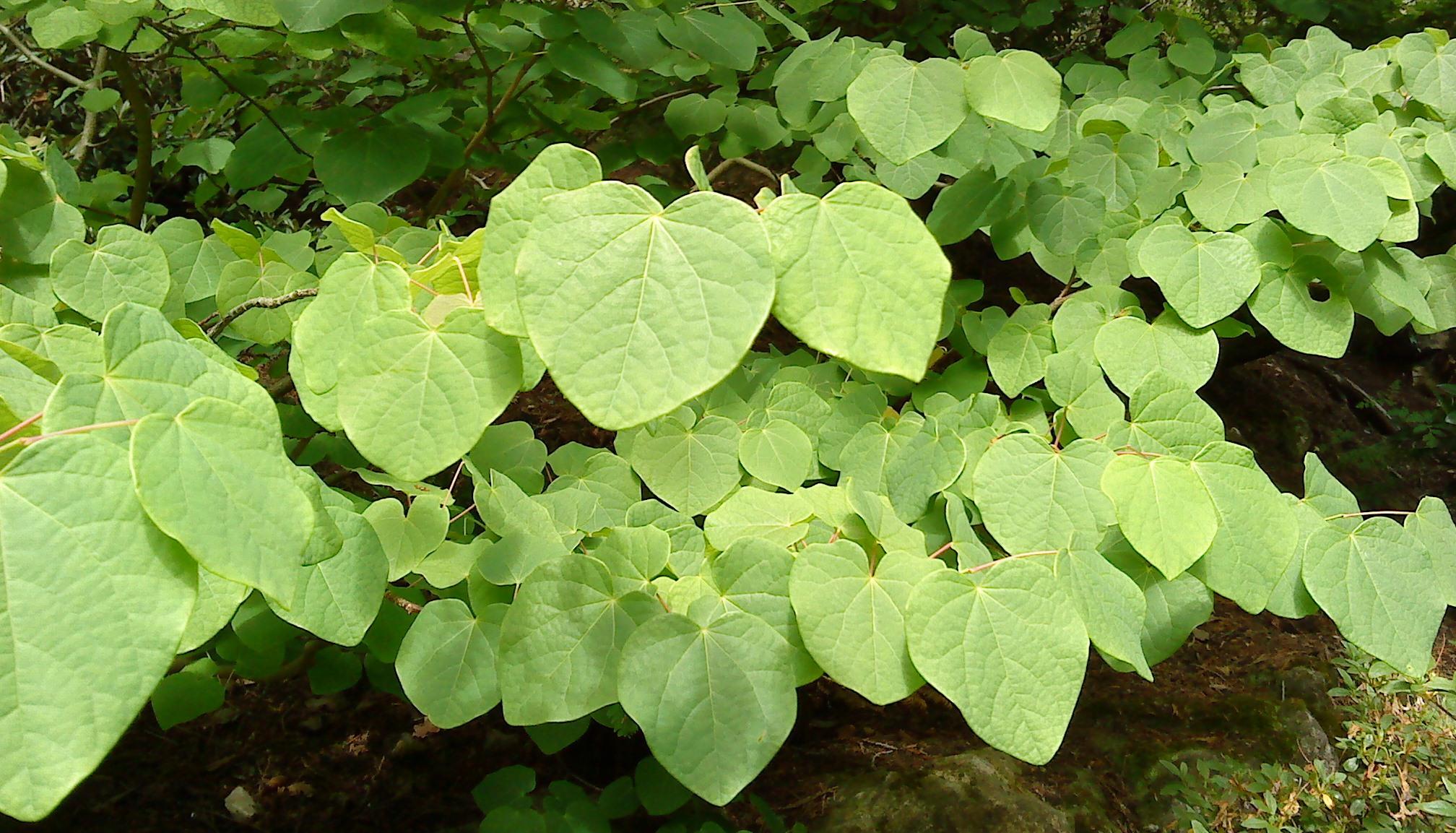
Olistění dvoukvětce
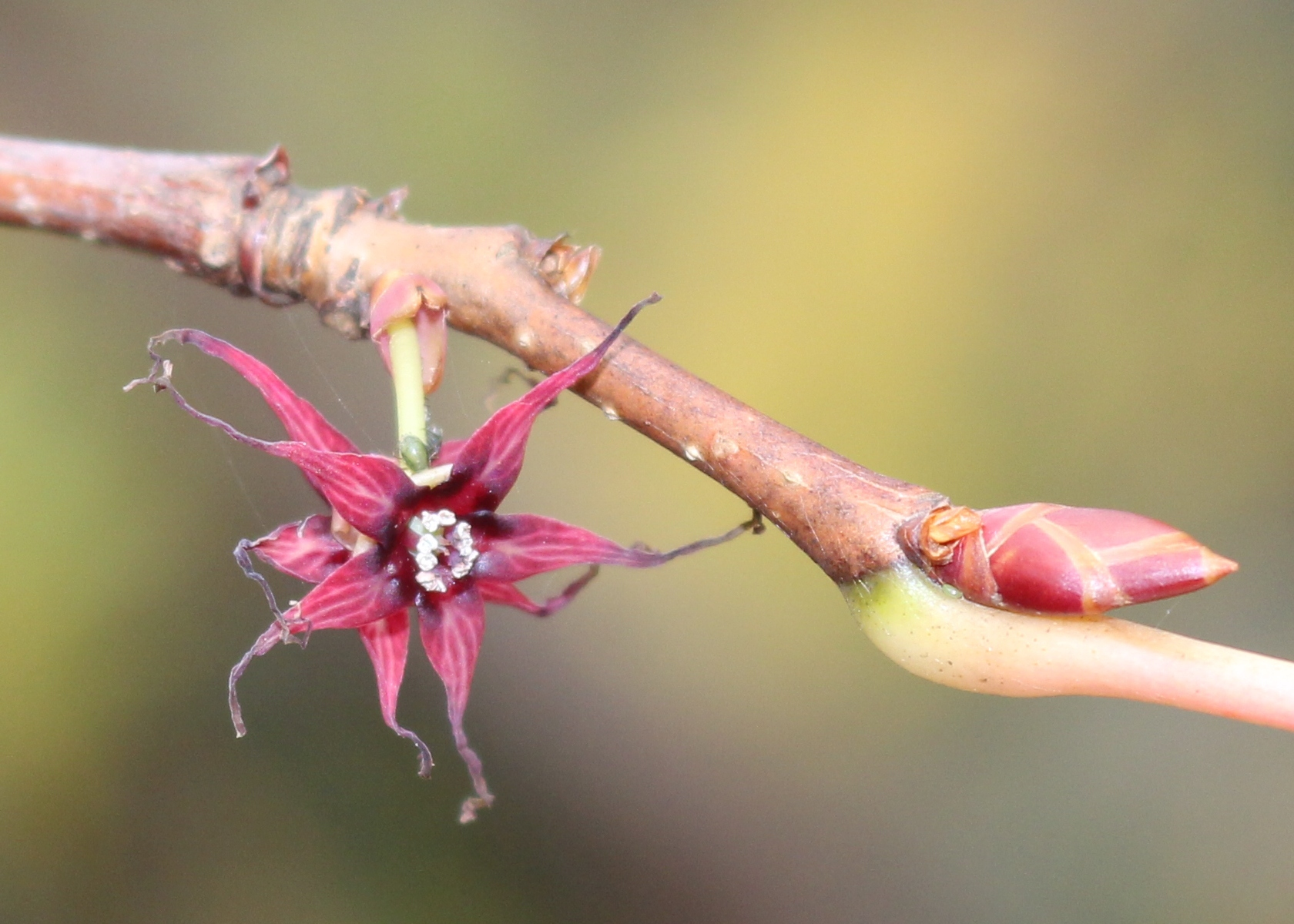
Větévka s květenstvím
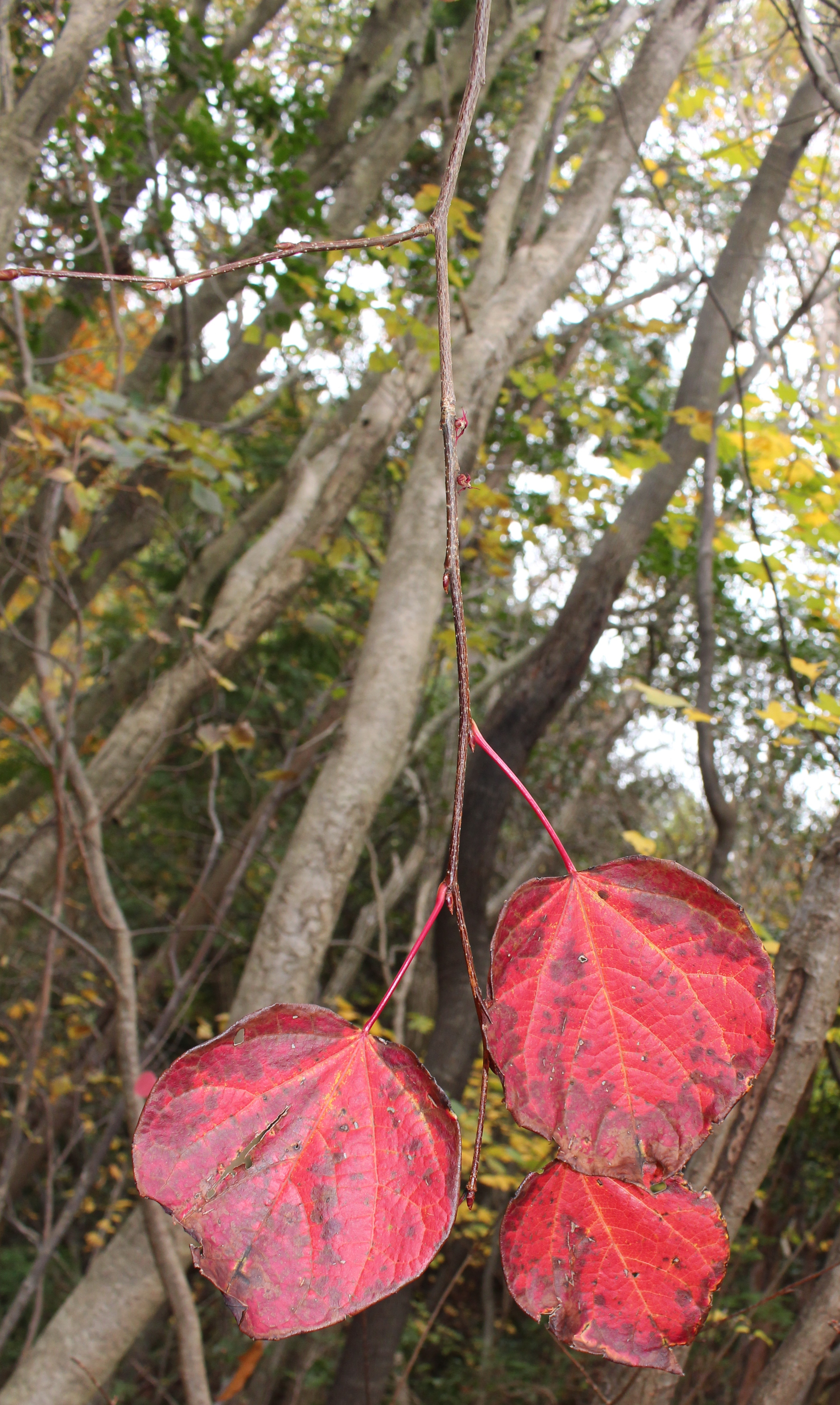
Podzimní zbarvení

## Rozšíření
Dvoukvětec se vyskytuje v Japonsku a v Číně. V Japonsku je rozšířen na ostrovech Honšú a Šikoku. V Číně roste v provinciích Chu-nan, Ťiang-si a Če-ťiang jako složka stálezelených i opadavých širokolistých horských lesů v nadmořských výškách od 450 do 1200 metrů.

## Taxonomie
Rod Disanthus je v rámci čeledi Hamamelidaceae řazen do samostatné monotypické podčeledi Disanthoideae. Od většiny ostatních zástupců čeledi se odlišuje zejména větším počtem vajíček v plodolistu a také dlanitou žilnatinou.
Druh je dále členěn na 2 poddruhy. D. cercidifolius subsp. longipes roste v Číně, D. cercidifolius subsp. cercidifolius v Japonsku.

## Význam
Dvoukvětec se vysazuje jako solitéra, nápadná zejména podzimním zbarvením listů. V České republice je jen vzácně pěstován jako sbírková dřevina. V roce 2012 byl vysazen v Dendrologické zahradě v Průhonicích.

## Pěstování a množení
Druh je v podmínkách střední Evropy poměrně otužilý, potřebuje však chráněné stanoviště a zimní kryt jako ochranu před namrzáním. Vyhovují mu humózní, čerstvě vlhké půdy. Množí se výsevem stratifikovaných semen na jaře do poloteplého pařeniště, hřížením nebo roubováním na vilín virginský.